# تفرجگاه بولاغلار
تفرجگاه بولاغلاردر فاصله ۳۰ کیلومتری اردبیل و ۵۰۰ متری شمال غرب شهرستان نیر قرار گرفته‌است. وجه تسمیه آن یعنی مجموعه از چشمه سارهای جوشان، در یک محدوده وسیع می‌باشد. این تفرجگاه از مناطق نمونه گردشگری شهرستان نیر می‌باشد.
آب تمام چشمه‌ها در مسیر کوتاهی به یکدیگر پیوسته و از طریق نیرچای (رودخانه آغلاغان) که از داخل شهر نیر گذشته و به رودخانه بالقلوچای که از مرکز شهر اردبیل می‌گذرد می پیوندد. مساحت این منطقه ۲۸۵ کیلومتر مربع است که در حدود یک پنجم مساحت نیر را شامل می‌شود.
نزدیک بودن به جاده ارتباطی نیر به شهرستان سراب، وجود مناظر طبیعی و فضای سبز و بکر، رویش پوشش گیاهی خاص اطراف چشمه‌ها از گیاه بولاغ اوتی پوشیده شده‌است. آب این چشمه‌ها جهت پرورش ماهیان سرد آبی بویژه قزل آلا ی رنگین کمانی، همجواری با رودخانه آغلان و ایجاد برخی از زیر ساخت‌ها و امکانات گردشگری در سال‌های اخیر و نزدیکی به اردبیل و شهر توریستی سرعین، تفرجگاه بولاغلار را به یک مکان مهم گردشگری تبدیل کرده‌است.
این منطقه همه ساله با توجه به افزایش ورود گردشگر، برای هشتمین سال پیاپی در شهریور ماه میزبان جشنواره آش‌های سنتی منطقه می‌باشد.